# Sri-lankische Badmintonmeisterschaft 1994
Die Sri-lankische Badmintonmeisterschaft 1994 war die 42. Austragung der nationalen Titelkämpfe im Badminton in Sri Lanka.

## Sieger und Finalisten
| Disziplin    | Gold                                    | Silber                                   |
| ------------ | --------------------------------------- | ---------------------------------------- |
| Herreneinzel | Thushara Edirisinghe                    | Niroshan Wijekoon                        |
| Dameneinzel  | Kaushalya Dissanayake                   | Inoka Rohini de Silva                    |
| Herrendoppel | Duminda Jayakody Udaya Weerakoon        | Niroshan Wijekoon Thushara Edirisinghe   |
| Damendoppel  | Yasintha Liyanage Kaushalya Dissanayake | Inoka Rohini de Silva Chandrika de Silva |
| Mixed        | Duminda Jayakody Kaushalya Dissanayake  | Thushara Edirisinghe Chandrika de Silva  |